# Mariazeller Mis
De Missa Cellensis (Hob. XXII:8), bijgenaamd Mariazeller Mis, is een in 1782 door Joseph Haydn gecomponeerde mis. Het is een van de twee missen die Haydn componeerde met de naam Missa Cellensis; de andere mis met dezelfde naam is de Missa Cellensis in honorem Beatissimae Virginis Mariae
Haydn schreef in totaal 14 missen (zie Missen van Joseph Haydn); de Mariazeller Mis is de achtste mis die hij componeerde.

## Ontstaansgeschiedenis en (bij)naam
De mis is geschreven in opdracht van Anton Liebe von Kreutzner, een in de adelstand verheven gepensioneerde legerofficier. Er zijn twee verklaringen voor de opdracht. De mis zou bestemd kunnen zijn geweest voor de vieringen rond het toetreden tot de adelstand. De mis is dan waarschijnlijk uitgevoerd in de kerk in Wenen die in verband stond met de pelgrimages in Mariazell; de kerk in Mariazell zelf had namelijk beperkte muzikale voorzieningen voor een dergelijke mis. Een andere verklaring is dat Liebe von Kreutzner de mis bestelde als lid van het genootschap dat verantwoordelijk was voor de ceremonies van de pelgrimages naar Mariazell, los van zijn verheffing in de adelstand. De autograaf vermeldt in Haydns handschrift Missa Cellensis Fatta per il Signor Liebe de Kreutzner. Er is verder over omstandigheden waarin en waarvoor de mis is geschreven en over de eerste uitvoering niets bekend

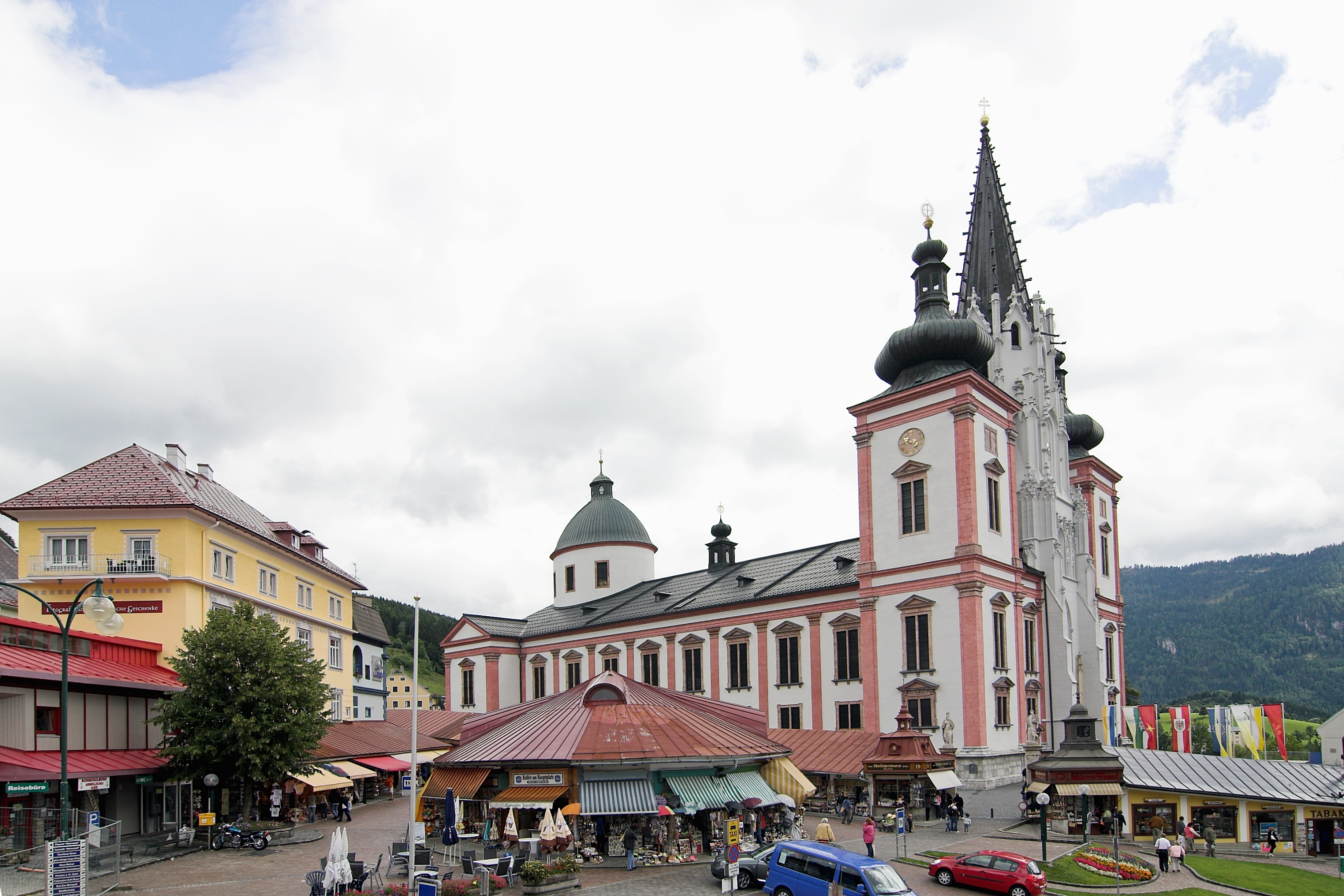
Mariazell

De bijnaam Marizeller Mis verwijst naar het bedevaartsoord Mariazell in Stiermarken in Oostenrijk. Ook de Missa Cellensis in honorem Beatissimae Virginis Mariae is geschreven voor de ceremonies rond de bedevaart naar Mariazell.

## Compositie[1]
De mis is geschreven in C, in de traditie van de Oostenrijkse miscompositie en van een beperktere omvang dan de andere Missa Cellensis. De Mariazeller Mis staat de grote missen uit de periode 1766-1772 (de andere Missa Cellensis, de Missa 'Sunt bona mixta malis', de Missa in honorem BVM (de Grote Orgelmis) en de Missa Sancti Nicolai enerzijds, en de missen voor Esterhazy uit de periode 1796-1802. De Mariazeller Mis heeft kenmerken van beide groepen. Zoals is bv. het Et incarnatus est in het Credo getoonzet in een mineurtoonaard voor tenor zoals in de Grote Orgelmis, maar in de Mariazeller Mis begint het deel in a en moduleert vervolgens op onorthodoxe wijze naar c op de wijze die Haydn ook toepast in zijn symfonieën en strijkkwartetten. In beide missen zingen de koren in het eropvolgend Cruxifixus op gelijke kwellende wijze in chromatische lijnen in afgemeten noten het sepultus est (werd begraven). Maar in het Kyrie in de Mariazeller Mis is er weer een verband met de latere missen omdat het snelle deel is uitgewerkt in sonatevorm met het Chiste eleison in de doorwerking.
- Het werk opent met een langzame inleiding. Het Kyrie is in sonatevorm, met één thema, in allegrotempo, en waarbij het Christe eleison de basis is voor de doorwerking.
- Het Gloria heeft de standaardvorm van twee snelle delen die een langzaam deel omsluiten: dat deel, voor slechts een deel van het orkest, begint met het Gratias agimus tibi, ingezet door een uitgebreide solo van de sopraan, en sluit met het misere nobis. Een kort polyfonisch deel voor het Amen sluit het Gloria af.
- Het Credo is eveneens driedelig, met twee levendige buitendelen die het centrale largo voor het Et incarnatus est omsluiten. Het afsluitende deel is in fugavorm en chromatisch, een vorm die Haydn ook koos voor de Theresienmesse en de Harmoniemesse.
- Het Sanctus is overwegend homofoon.
- Het Benedictus volgt een minder gebruikelijke lijn. In plaats van het gebruikelijke uitgebreide lyrische deel in majeur begint dit deel in g in gepuncteerd ritme met trillers en aangehouden noten boven een dalende baslijn als in een barokaria. Haydn ontleende de muziek aan een aria uit zijn opera Il mondo della luna
- Het Agnus Dei is een adagio in c. Het Dona nobis pacem is een fuga in vivacetempo.

## Geselecteerde discografie
- Missa Cellensis in C, Solisten en Collegium Musicum 90 o.l.v. Richard Hickox (met de Grote Orgelmis)(Chandos Chaconne, CHAN 0674)